# Otto Intze

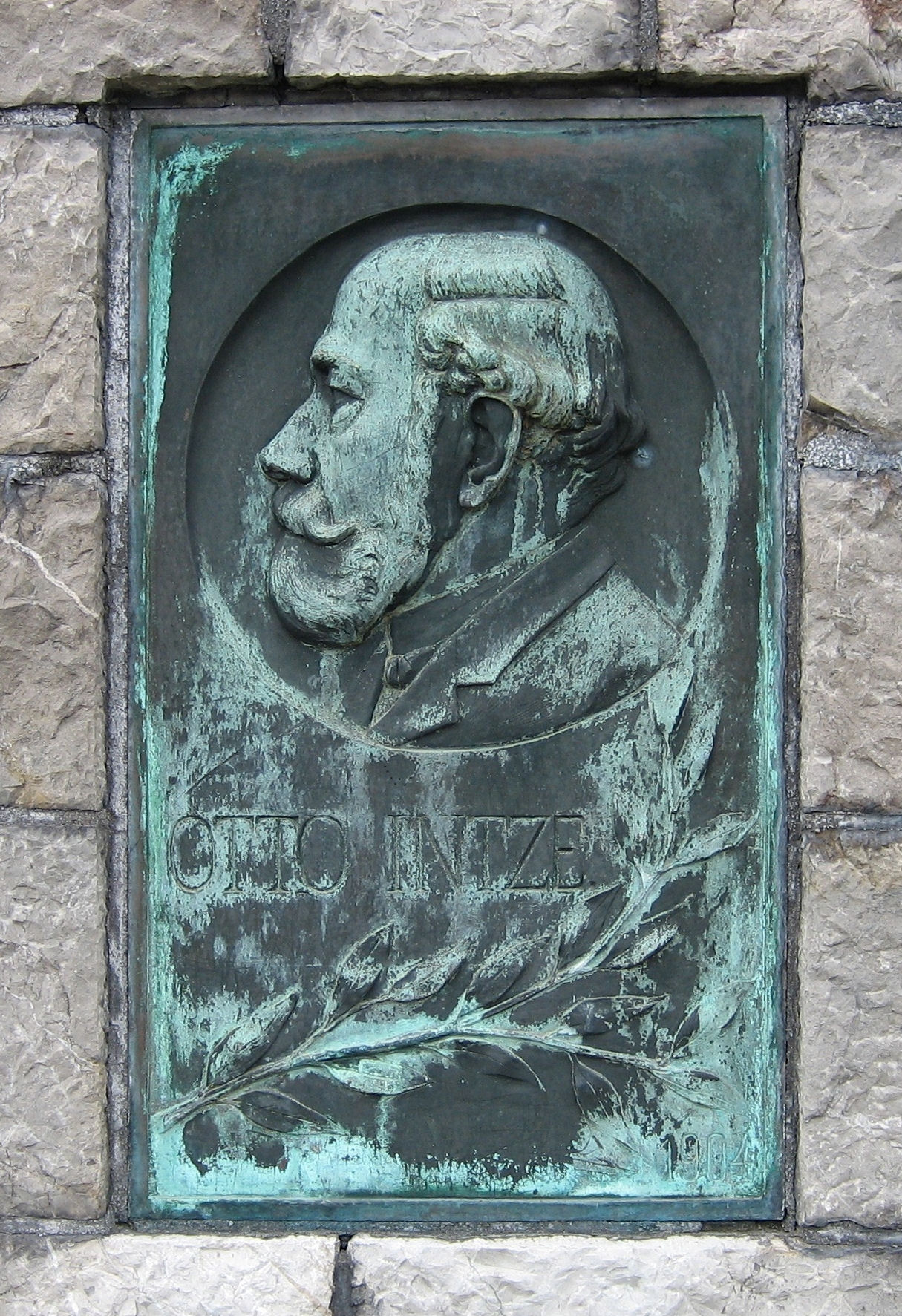
Bronzová pamětní deska na nádrži Urfttalsperre

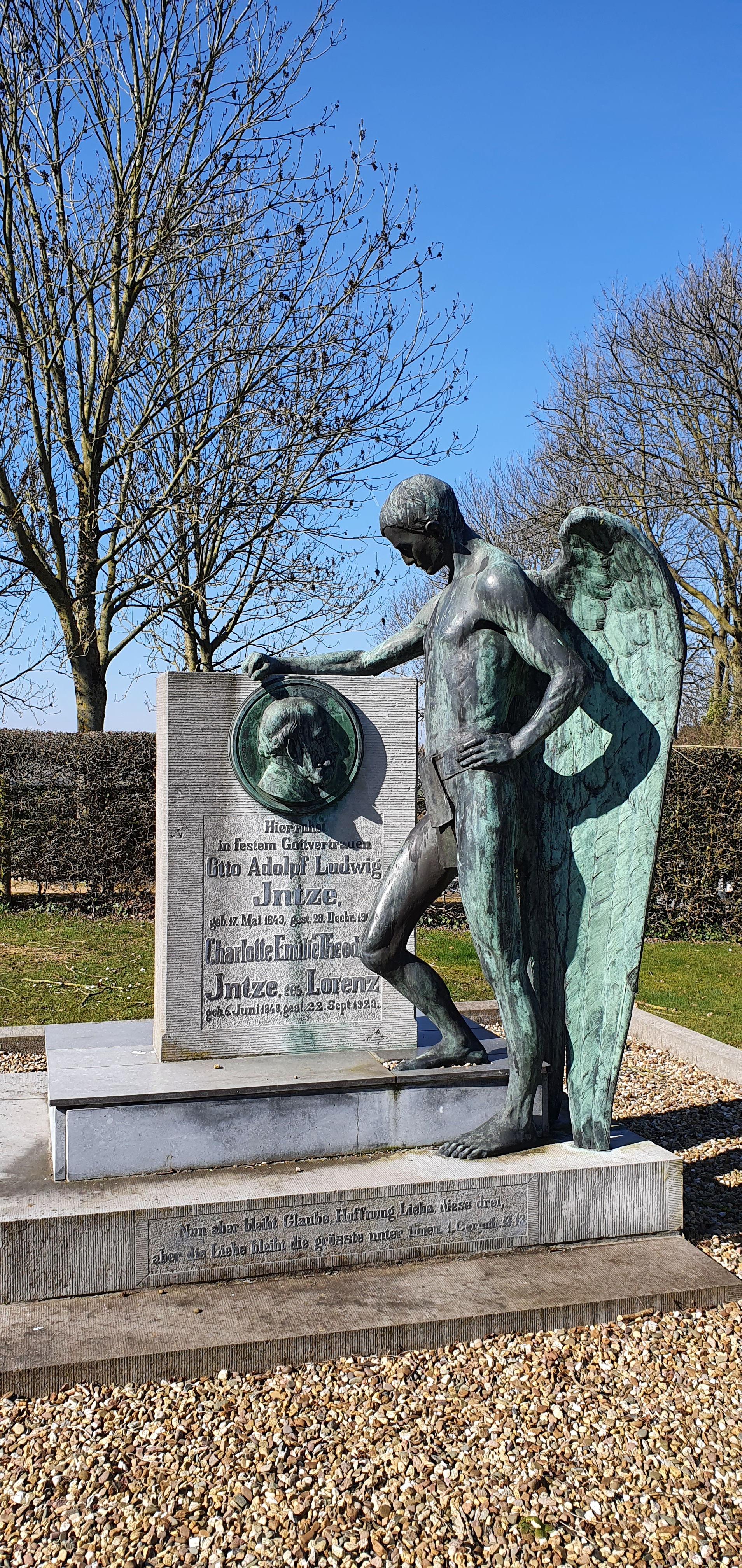
Hrob Otta Intze a jeho manželky ve Vaals, Nizozemsko

Otto Intze (17. května 1843 Laage, Meklenbursko – 28. prosince 1904 Cáchy, celým jménem: Otto Adolf Ludwig Intze) byl německý stavební inženýr a univerzitní profesor. Vyučoval hydrauliku, stavebnictví a nauku o stavebních materiálech na Technické univerzitě v Cáchách, kde působil v letech 1895 až 1898 jako rektor.

## Život
Jeho otcem byl lékař, který mu umožnil technické vzdělání na reálné škole. Po ukončení studia získal Intze v 17 letech práci u britské společnosti jako stavitel železniční tratě z Rigy do vnitrozemí v dnešním Lotyšsku. Po dvou a půl letech této práce začal na podzim roku 1862 studovat na Polytechnické škole v Hannoveru, kde získal titul inženýra; absolvoval v roce 1866 jako nejlepší v ročníku.
Poté krátce pracoval jako učitel na stavební škole v Holzmindenu, dokud se nepřesunul do hamburského přístavního úřadu, kde vedl výstavbu mostů, nábřeží a přístavišť. V této pozici se cítil dostatečně zabezpečený na to, aby založil rodinu. V létě roku 1868 se oženil s Charlotte Emilie Theodore Lorenzovou, se kterou měl čtyři syny a čtyři dcery.
Když August von Kaven, který byl profesorem silničního a železničního stavitelství a jedním z učitelů Intze v Hannoveru, vybudoval polytechnickou školu pro tehdejší pruskou rýnskou provincii v Cáchách, přivedl ho do nového ústavu jako lektora stavebního a vodního stavitelství. V roce 1870, kdy byla tato škola otevřena, byl Intze ve věku 27 let jmenován profesorem. Jeho putovní život tak skončil a v 70. letech 19. století byl zodpovědný za stavbu několika významných továrních objektů v Cáchách. Ačkoliv později obdržel několik nabídek k zaměstnání z technických univerzit v Braunschweigu, Berlíně a Mnichově, zůstal až do konce svého života v Cáchách.
Intze pracoval také jako nezávislý inženýr. Všechny své zakázky a projekty vždy vykonával s obrovským pracovním nasazením. Stále ještě v profesním životě na podzim roku 1904 vážně onemocněl. Z této nemoci se již nezotavil a 28. prosince téhož roku zemřel.
Intze byl oddaný luterán. Protože v té době nebyl v katolických Cáchách žádný protestantský kostel, navštěvoval bohoslužby v blízkém nizozemském městečku Vaals. Otto Intze je pohřben spolu se svou manželkou na hřbitově Nieuwe Hertogenweg ve Vaals.

## Vodojemy

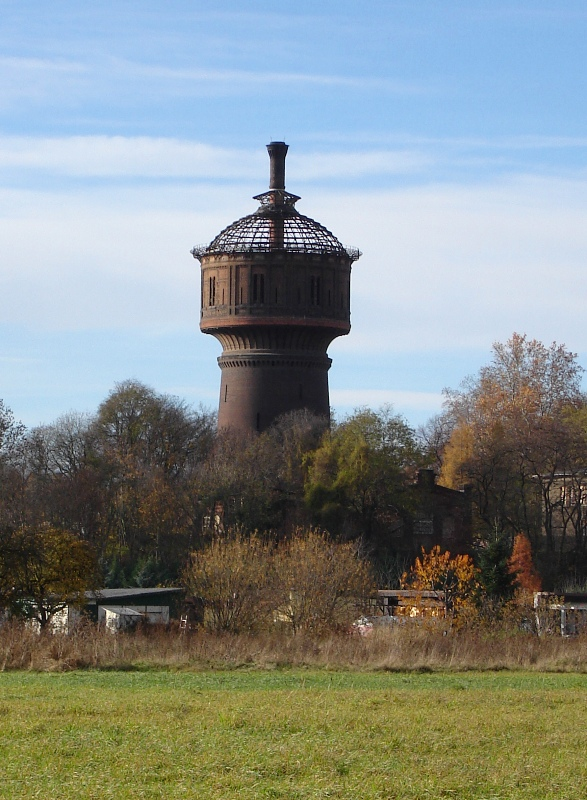
Vodojem v Salbke postavený za využití Intzeho principu

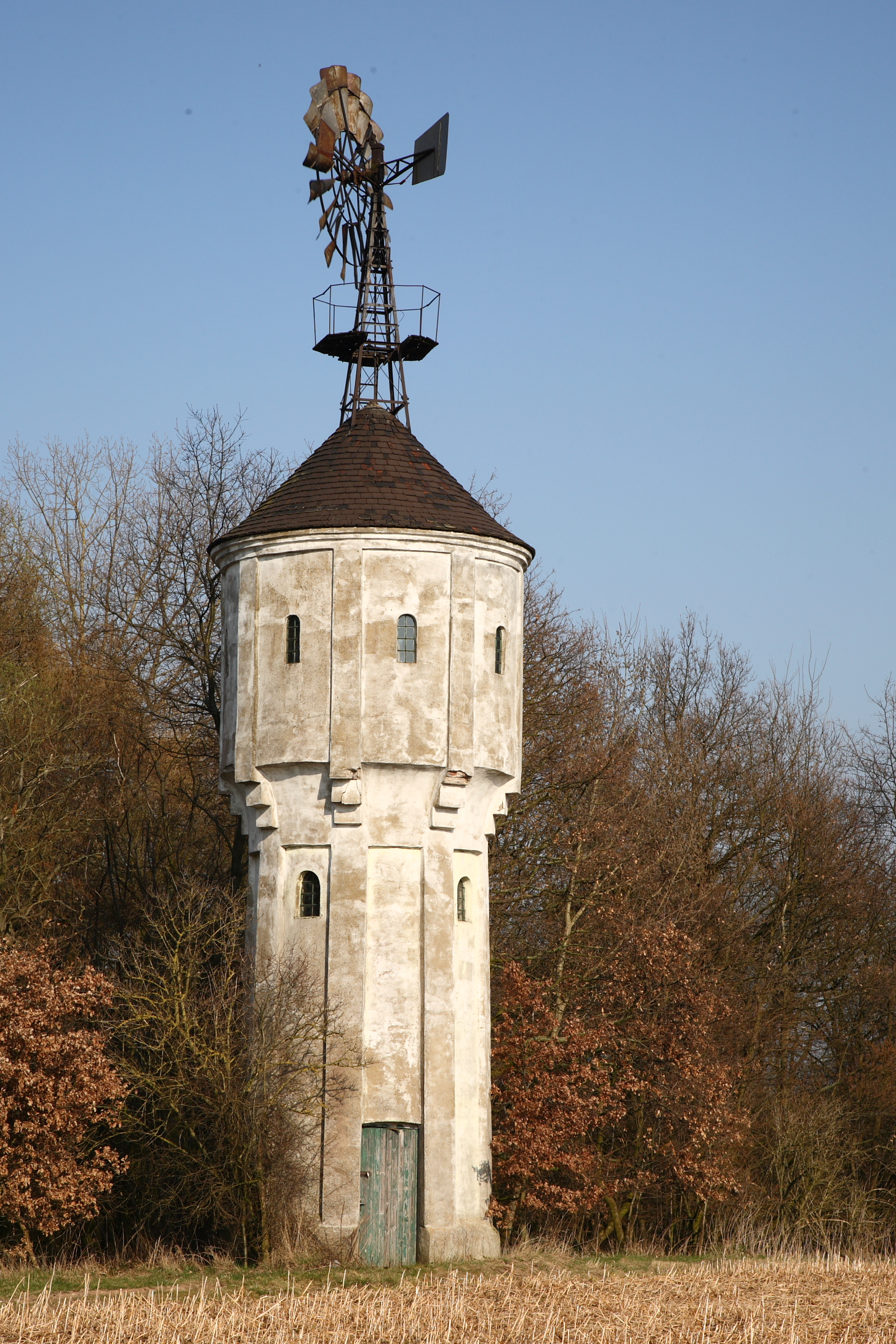
Vodojem z roku 1904 postavený ve Schweckhausenu

Intze byl jedním z prvních, který uznal výhody použití oceli pro stavbu věžových vodojemů. Poptávka po stavbě vodojemů rostla s tím, jak města budovala veřejné vodovody a také pro tankování vody do parních lokomotiv. Prostřednictvím nového tvaru - nádrž navržená Intzeho společností byla dole zkosená a neměla plochý, ale zakřivený vrcholek podlahy - dosáhl toho, že horizontálně působící síly působily proti sobě, čímž se vyrušily. Nádrž tak mohla být uložena na relativně úzkém kruhovém prstenci, což zase umožnilo stavbu věží štíhlejších, a tím pádem i levnějších.
Podle tohoto patentovaného principu (tzv. první Intzeho princip) bylo v Německu do roku 1900 postaveno celkem 467 vodních a 74 plynových věžových nádrží, stejně tak jako ve zbytku Evropy a zámoří, z nichž první byl postaven v Remscheidu v roce 1883. Kromě toho bylo postaveno pod Intzeho vedením kolem 30 továrních budov. Navrhl také systémy ústředního vytápění pro velké budovy a postavil tucet železných vodních kol pro lehký průmysl v Eifelu.

## Přehrady

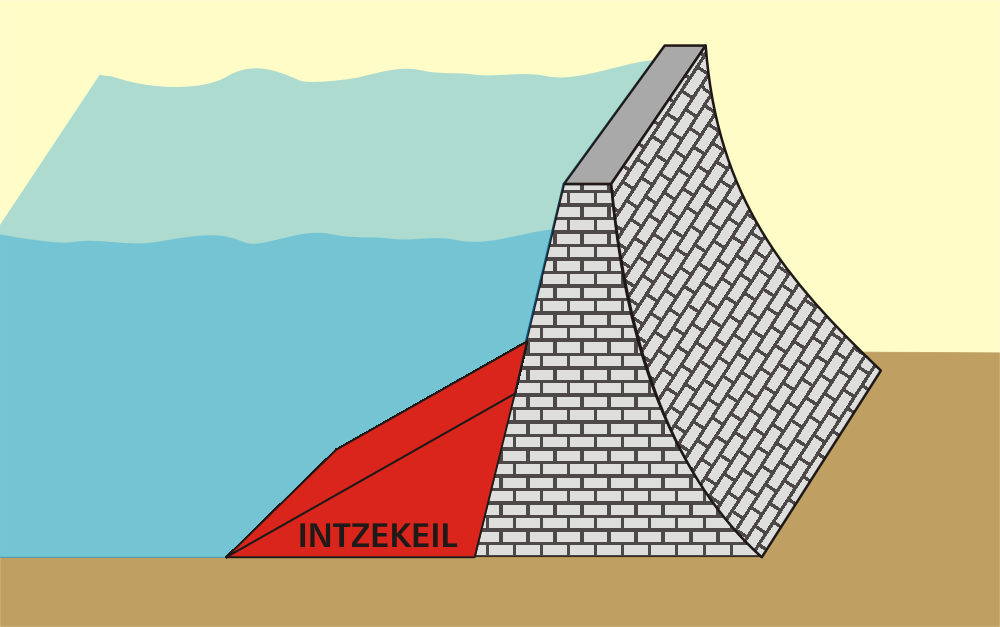
Intzeho klín pojmenovaný po Ottovi Intzem

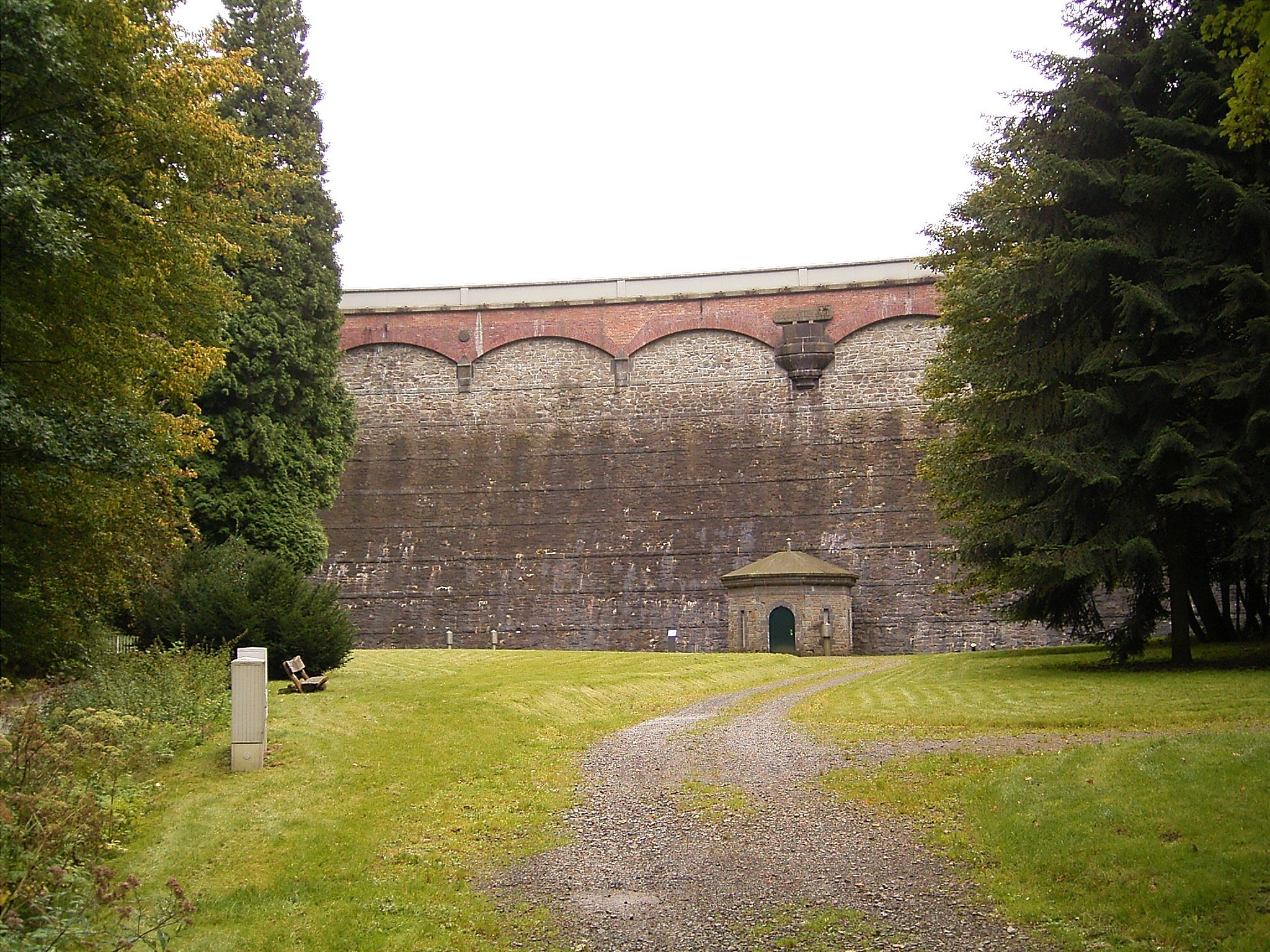
Přehrada Eschbachtalsperre

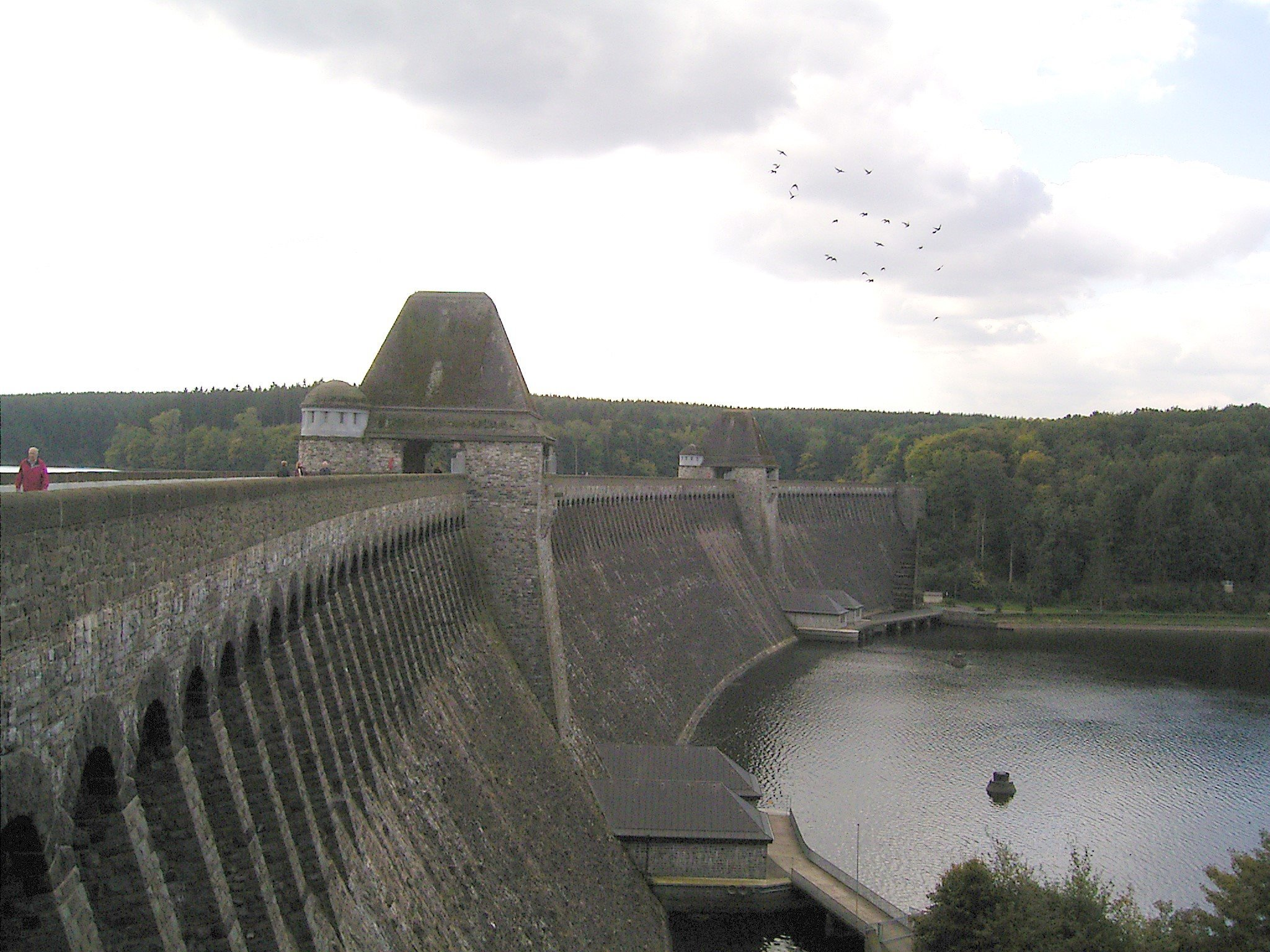
Přehrada Möhnetalsperre

Intze se dále také zasloužil o založení moderního vodního hospodářství v Německu. Na 23. výroční valné hromadě Asociace německých inženýrů (VDI) v Magdeburgu v roce 1882 představil Intze program „racionálního využívání vodních zdrojů v Německu“. Jeho první realizovaný projekt se však nezaměřoval na vodní energii, ale na zásobování vodou.
V roce 1884 postavilo město Remscheid vodovod s podzemní studnou, která však již brzy nestačila uspokojovat rostoucí poptávku po vodě. Intze tedy navrhl stavbu přehrady. Nejprve si ale musel udělat představu o dostupném množství vody. Proto zkonstruoval automatický měřič úrovně hladiny a současně měřil srážky ve dvou bodech v povodí. Z těchto údajů dokázal odvodit očekávané průměrné množství srážek v okolí řeky Eschbach a tím i požadovaný objem přehrady.
Podle Intzeho výpočtů stačil k zajištění zásobování města i továren dostatečným množstvím vody skladovací prostor o velikosti jednoho milionu metrů krychlových. Z tohoto důvodu musela být řeka Eschbach přehrazena hrází o výšce 25 metrů. Intze navrhl stěnu z lomového kamene, která se zužovala od základny ke koruně a klenula se k vodní hladině. Stěna byla dokončena po třech letech stavby v roce 1892. Podle tohoto vzoru, tzv. druhého Intzeho principu, byly vytvořeny všechny jeho ostatní hráze. Po dokončení se přehrada na řece Eschbach stala první přehradou v Německu postavenou za účelem získávání pitné vody.
Zatímco ještě pracoval na své první přehradě, byl Intze povolán do údolí řeky Wupper. Tam docházelo v některých letech z důvodu nedostatku vody k uzavření několika továren na čtyři až pět měsíců. Intze navrhl vyřešit problém stavbou nádrží v horních tocích řeky a tím zvýšit průtok vody v letních měsících až na trojnásobek. Ostatní jednotliví uživatelé vody však projekt zablokovali. Zákon o povinném vytvoření vodních družstev z roku 1891 však tuto překážku pomohl odstranit a projekt tak mohl být realizován. Díky tomu dosáhl objem všech přehrad již téměř 13 milionů metrů krychlových. Ale to byla jen předehra k mnohem většímu projektu. Bylo nutné zajistit zásobování vodou oblasti Porúří.
Ačkoli se těžba a průmysl rozšířily ve druhé polovině 19. století z Porúří na sever do Emscheru, oblast zůstala i nadále závislá na vodě z Porúří, protože Emscher byl zcela znečištěn odpadními vodami a ve studnách v důsledku poklesu hladiny podzemní vody při těžbě už žádná voda nezbyla. Na konci 19. století dosáhl odběr vody z Porúří více než 100 milionů metrů krychlových ročně a bylo možné předvídat, že by řeka v létě vyschla, pokud by se spotřeba i nadále zvyšovala.
Na základě Intzeho průzkumu založila města a průmyslníci v roce 1899 Sdružení pro přehrady v Porúří (německy Ruhrtalsperrenverein). S poplatkem za vodu ve výši 1,5 pfennigů za 10 metrů krychlových se do fondu sdružení vybraly značné prostředky, a tak mohlo být podle Intzeho plánů vybudováno do roku 1904 na horním toku Porúří a jeho přítoků nejméně sedm přehrad. Po jeho smrti práce pokračovala. Pod vedením Ernsta Linkeho, jednoho z jeho asistentů, byla postavena nádrž Möhnetalsperre na řece Möhne. Tato přehrada svým objemem 135 milionů metrů krychlových daleko překonala všechny dříve vytvořené nádrže.
Souběžně s prací v Porúří pověřila správa pruské rýnské provincie Intzeho průzkumem protipovodňové ochrany na Rouru (německy Rur) v Eifelu. Uvědomil si, že díky topografii protipovodňové ochrany ji lze velmi příznivě kombinovat s výrobou vodní energie. Řeka Rour se vine hluboko v údolí přes Eifel. S elektrárnou ne na úpatí hráze, ale po proudu, by se mohl použít relativně krátký tunel, který by odřízl říční smyčky a tím pádem vznikl značný výškový rozdíl. Nejlepší místo pro přehradu našel Intze na přítoku řeky Urft. Odtud bylo možné získat pokles 110 metrů pomocí 2,6 km dlouhého tunelu do Heimbachu. Elektrárna měla maximální výkon 12 megawattů, což z ní v krátkodobém horizontu činilo nejvýkonnější v Evropě.
Přehrada Urft (německy Urfttalsperre) je 58 metrů vysoká oblouková přehrada, která se zužuje od 50 metrů u základny na 6 metrů u koruny. Po straně následuje přepad, přes který padá voda při velkém přílivu vody. Stavba trvala včetně přípravných prací od roku 1899 do roku 1904. V létě zde pracovalo až 800 pracovníků, zejména z Itálie, Chorvatska a Polska.
Zároveň byl Intze aktivní i ve vzdáleném Slezsku. Na přítocích Odry z Krkonoš došlo v letech 1888 a 1890 a znovu v létě 1897 k silným záplavám. Císař Vilém II. proto naléhal na opatření proti riziku povodní. Jako člen výboru cestoval Intze postiženými oblastmi a již v únoru 1898 předložil relativně podrobné návrhy na projekty přehrad. Přednáškou před císařem se mu podařilo získat podporu a byl také jmenován do konce života členem pruské sněmovny (německy Preußischen Herrenhauses). Intze tak nyní mohl podstatně ovlivnit průběh věcí i na politické úrovni.
V červenci 1900 vstoupil v platnost Slezský zákon o ochraně před povodněmi, který, jak navrhl Intze, rovněž zajišťoval výstavbu dvou velkých přehrad na řekách Bobr a Kwisa. Přehrady v polských městech Pilchowice a Leśna byly vybaveny vodními elektrárnami, jako v případě přehrady na řece Urft. Konečné zpracování a dokončení projektů bylo v rukou Curta Bachmanna.
Stejně jako ve Slezsku byly také Čechy v roce 1897 na horních tocích řeky Nisy zasaženy povodněmi. Intze, který se podílel na plánování, sem navrhl šest přehrad. V průběhu práce na těchto projektech zemřel. Až do této doby bylo pod vedením Intze vybudováno jedenáct přehrad, dalších dvanáct bylo ve výstavbě a stejný počet byl v různých fázích plánování a přípravy.

### Přehrady postavené před první světovou válkou

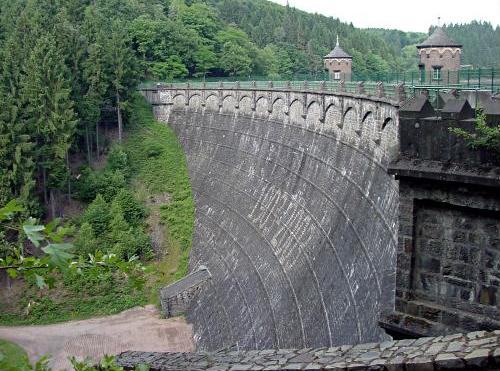
Hráz vodní nádrže Sengbachtalsperre

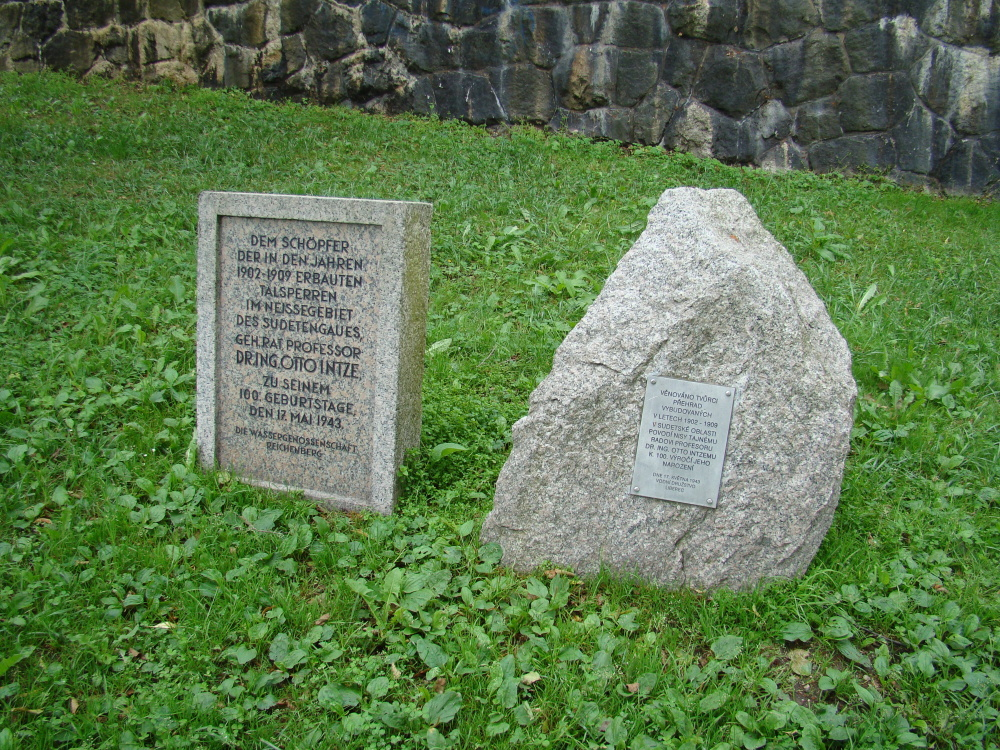
Pamětní deska umístěná ke stému výročí narození Otto Intze u hráze vodní nádrže Mšeno v Jablonci nad Nisou

V letech 1889 až 1914 bylo v celé Německé říši a v Rakousku-Uhersku postaveno více než 40 nových přehrad podle osobních návrhů Intze nebo podle Intzeho principu (devět ve Vestfálsku, sedm v Bergisches Land, sedm v Sasku, šest v Čechách, čtyři ve Slezsku, dva v Eifelu a jedna v Durynsku).
Seznam přehrad seřazený podle data dokončení:
- Eschbachtalsperre v Remscheidu, první německá vodní nádrž na pitnou vodu (postavena 1889-1891)
- Panzertalsperre v Remscheidu - Lennepu (také nazývána přehrada Lenneper, postavena 1891-1893, Intze provedl pouze znalecký posudek)
- Přehrada Einsiedel v Sasku (postavena v letech 1891-1894, Intze pouze částečně)
- Přehrada Heilenbecker mezi Ennepetalem a Breckerfeldem (postavena 1894-1896)
- Fuelbecketalsperre v Sauerlandu (postavena 1894-1896)
- Bevertalsperre mezi Hückeswagenem, Wipperfürthem a Halverem (postavena 1896-1898)
- Lingesetalsperre mezi Marienheide a Kierspe (postavena 1897-1899)
- Přehrada Ronsdorfer ve Wuppertalu (také zvaná Salbachtalsperre, postavená 1898-1899)
- Přehrada Herbringhauser ve Wuppertalu (nazývána také přehrada Barmer, postavena v letech 1898-1900)
- Sengbachtalsperre v Solingenu (nazývána také Solingerova přehrada, postavena v letech 1900-1903)
- Přehrada Kamenička u Chomutova (postavena 1900-1904)
- Fürwiggetalsperre mezi Lüdenscheid a Meinerzhagen (postavena 1902-1904)
- Ennepetalsperre v Breckerfeldu poblíž hranic s Radevormwaldem a Ennepetalem (postavena 1902-1904)
- Přehrada Harcov v Liberci (postavena 1902-1904)
- Glörtalsperre mezi Schalksmühle, Halverem a Breckerfeldem (postavena 1903-1904)
- Přehrada Neustadt v Harzu, Durynsko (postavena 1904-1905)
- Přehrada Urft v Eifelu (postavena 1900-1905)
- Leśniańská přehrada (Slezsko) (postavena 1901-1905)
- Hennetalsperre (poblíž Meschede) (postavena 1901-1905)
- Přehrada Hasper v Hagenu poblíž hranice s Breckerfeldem a Ennepetalem (postavena 1901-1905)
- Přehrada Gotha poblíž Tambach-Dietharzu v Durynsku (postavena 1902-1906)
- Přehrada Bedřichov na Černé Nise v okrese Jablonec nad Nisou (postavena 1902-1906)
- Jubachtalsperre mezi Lüdenscheid a Kierspe (postavena 1904-1906)
- Oestertalsperre mezi Hershey a Plettenbergem v Sauerlandu (postavena 1904-1906)
- Přehrada Fojtka v Mníšku u Liberce (postavena 1904-1906)
- Přehrada Mlýnice mezi Mníškem a Novou Vsí u Chrastavy (postavena 1904-1906)
- Přehrada Wölselgrunder (Slezsko) (postavena 1905-1907)
- Přehrada Neunzehnhain I v Sasku (postavena 1905-1908)
- Přehrada Werda v Sasku (postavena 1904-1909)
- Přehrada Mšeno v Jablonci nad Nisou (postavena 1906-1909) - největší městská vodní nádrž ve střední Evropě
- Neyetalsperre severně od Wipperfürthu (postavena 1908-1909)
- Bobertalsperre u města Jelení Hora v Polsku (postavena 1904-1911)
- Dreilägerbachtalsperre u Roetgenu v Eifelu (postavena 1909-1911)
- Kerspetalsperre mezi Wipperfürthem, Halverem a Kierspe (postavena 1908-1912, uvedena do provozu 1913)
- Listertalsperre mezi Attendornem a Meinerzhagenen v Sauerlandu (postavena 1908-1912)
- Přehrada Malter v Sasku (postavena 1908-1913)
- Möhnetalsperre (postavena v letech 1908 až 1913)
- Přehrada Pařížov (postavena 1908-1913)
- Přehrada Dhront poblíž Heidenburgu (postavena 1911-1913)
- Edertalsperre v Hesensku (postavena 1908-1914)
- Přehrada Klingenberg v Sasku (postavena 1908-1914)
- Přehrada Janov v Mostě (postavena 1910-1914)
- Přehrada Ninzehnhain II v Sasku (postavena 1911-1914)
- Přehrada Brucher u Marienheide (postavena 1912-1914)
- Přehrada Euba v Sasku (postavena 1912-1914)
- Přehrada Łomnica u Karpacz ve Slezsku (postavena 1910-1915)
- Přehrada Labská u Špindlerova Mlýna v Krkonoších (postavena 1911-1916)
- Jezioro Bystrzyckie ve Slezsku (postavena 1912-1917)

Ačkoli následující přehrady byly navrženy Ottou Intzem, jedná se o hráze sypané:
- Vodní nádrž Souš u Desné v okrese Jablonec nad Nisou (postavena 1911-1915)
- Přehrada na Bílé Desné u Desné v okrese Jablonec nad Nisou (postavena 1912-1915, v roce 1916 protržena)

### Přehrady postavené po první světové válce
Následující přehrady byly dokončeny po první světové válce podle Intzeho plánů nebo postaveny podle Intzeho principu:

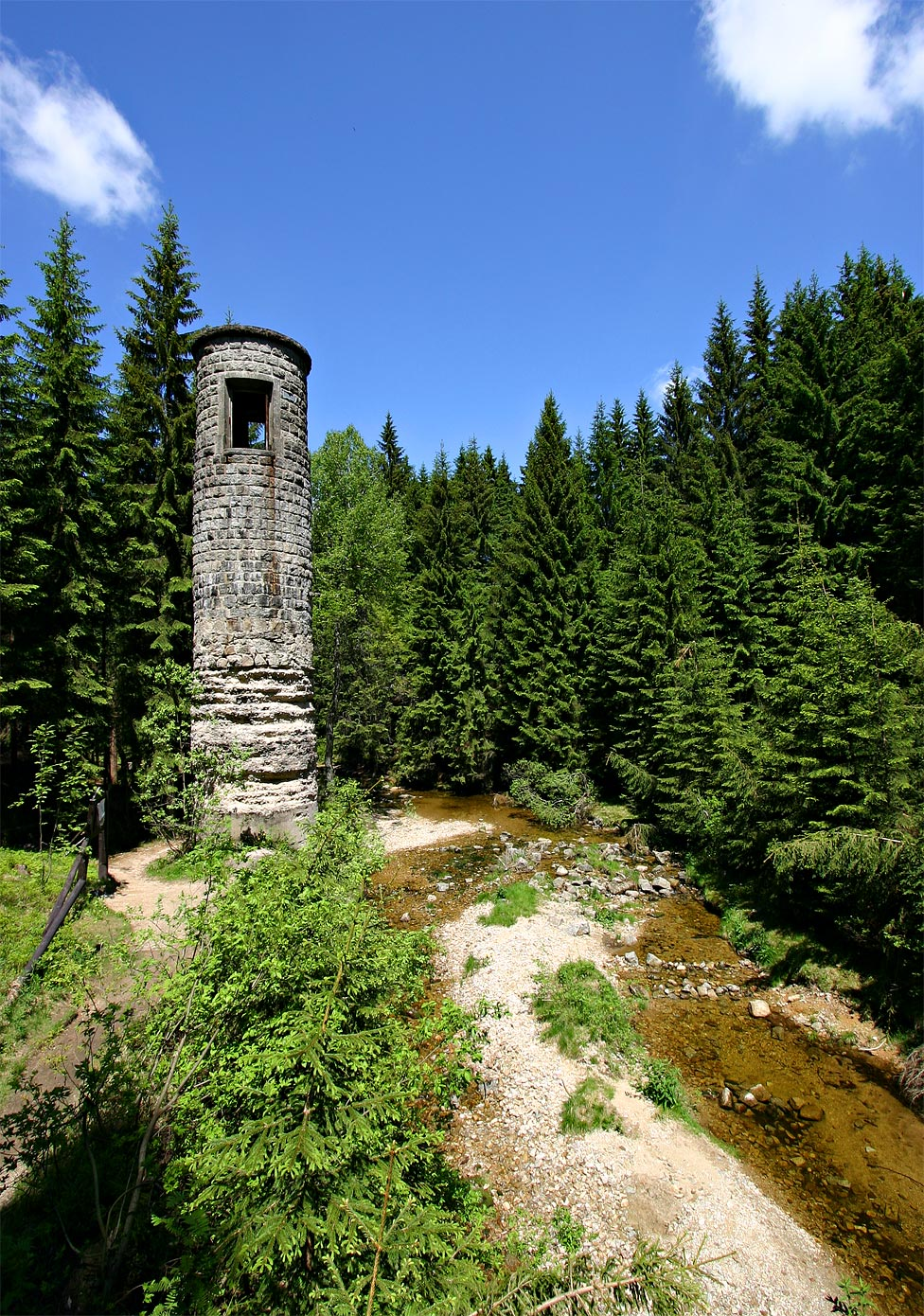
Šoupátková věž, která zůstala stát po protržení přehrady na Bílé Desné

- Złotnická přehrada ve Slezsku (postavena 1919-1924)
- Diemeltalsperre v Hesensku / Severním Porýní-Vestfálsku (postavena 1920-1924)
- Přehrada Muldenberg ve Vogtlandu / Sasku (postavena 1920-1925)
- Přehrada Carlsfeld v Sasku (postavena 1926-1929)
- Přehrada Saidenbach v Sasku (postavena 1929-1933)

## Ocenění
V roce 1893 jmenovalo město Remscheid Intze svým čestným občanem města. V roce 1902 mu Technická univerzita v Drážďanech udělila čestný doktorát (Dr.-Ing. E. h.). Se jmenováním do pruské sněmovny byl Intze jmenován do rady pro tajné budovy. V roce 1894 získal medaili Grashof-Denkmünze od Asociace německých inženýrů (německy Verein Deutscher Ingenieure).